# Xã Elma, Quận Richland, Bắc Dakota
Xã Elma (tiếng Anh: Elma Township) là một xã thuộc quận Richland, tiểu bang Bắc Dakota, Hoa Kỳ. Năm 2010, dân số của xã này là 78 người.